# Whale’s Voyage
Whale’s Voyage ist ein Computer-Rollenspiel des österreichischen Entwicklerstudios neo Software. Whale’s Voyage erschien 1993 und wurde von Hannes Seifert und Niki Laber programmiert.
Whale’s Voyage erschien zunächst für den Commodore Amiga und wenige Monate später auch für den PC. Für beide Systeme erschien gegen Ende des Jahres 1993 eine CD-ROM-Version. 1995 erschien der Nachfolger Whale’s Voyage II für PC, Commodore Amiga und das CD³². Beide Spiele waren Bestandteile der 1996 erschienenen PC-Compilation „Gold Games“ von TopWare Interactive.

## Spielinhalt
Whale’s Voyage ist ein Science-Fiction-Rollenspiel und spielt in ferner Zukunft. Ort der Handlung ist ein aus den sechs Planeten Lapis, Aroboris, Castra, Sky Boulevard, Nedax und Ionoid bestehendes Sonnensystem.
Der Spieler erstellt zu Beginn eine aus vier Charakteren bestehende Personengruppe (Party). Dabei legt der Spieler nach gebräuchlichem Muster Aussehen und Charaktereigenschaften sowie besondere Fähigkeiten eines Charakters fest. Anschließend beginnt das eigentliche Spiel. Der Spieler befindet sich an Bord seines Raumschiffes, dem titelgebenden Whale, welche sich im Orbit von Castra befindet. Hier zeigt sich schon, dass Whale’s Voyage kein konventionelles Rollenspiel ist, denn an Bord des Raumschiffes stellt das Spiel eine Handelssimulation in der Art von Elite dar, in welcher der Spieler durch den Transport von Gütern Geld verdienen kann. Dieses Geld nutzt der Spieler, um sein Raumschiff aufzurüsten, was wiederum den weiteren Handelsbemühungen zugutekommt, da der Spieler sich so gegen angreifende Weltraum-Piraten verteidigen kann. Die Kämpfe mit den Piraten werden in einer rundenbasierten taktischen Simulation ausgefochten.
Der eigentliche Rollenspielteil beginnt, sobald der Spieler seine Party auf die Oberfläche eines Planeten teleportiert. Dort trifft er schon bald auf NPCs, welche ihm gegen Geld verschiedenste Aufträge anbieten. So soll der Spieler zum Beispiel im Auftrag eines Händlers ein Kunstherz nach Lapis bringen oder einer Bürgerin von Aroboris auf der Suche nach ihrem Haustürschlüssel helfen. Nach erfüllten Aufträgen warten Charakter-Upgrades auf die Party.
Ein weiterer Spielabschnitt zeigt sich, sobald der Spieler seinen Whale mit einem Tochter-Raumgleiter ausgerüstet hat. Mit diesem Flieger ist es möglich, die Oberflächen der Planeten zu erkunden. Hierbei wird der Gleiter ähnlich wie in einem Shoot ’em up gesteuert.
Obwohl die Spielabschnitte unterschiedlich sind, werden sie immer wieder miteinander verbunden, indem der Spieler zum Beispiel beauftragt wird, Handelsgüter zu anderen Planeten zu transportieren. Insgesamt stellte Whale’s Voyage daher ein recht innovatives und abwechslungsreiches Rollenspiel dar, welches zudem ein ungewöhnliches Weltraumszenario bot.

## Technik
Whale’s Voyage entsprach in technischer Hinsicht dem für Rollenspiele üblichen Standard der frühen 90er-Jahre. Das Grafikformat auf dem PC war VGA-Grafik in einer Auflösung von 320×240 Pixeln in 256 Farben. Die Besuche der Planetenoberflächen wurden in einem 3D-Fenster dargestellt, in welchem Rastergrafik-Figuren agierten. Wie schon beschrieben ähnelten die Gleiter-Sequenzen einem Shoot ’em up. Der Rest des Spiels bestand weitestgehend aus Bitmap-Menüs.
Whale’s Voyage bot als eines der ersten Spiele eine Sprachausgabe. Die übrige Auswahl an Soundeffekten war eher spartanisch und zweckmäßig.
Der Soundtrack wurde von Hannes Seifert selbst komponiert und bot in einem MIDI-ähnlichen Format futuristische elektronische Melodien. Die CD-Version bot einen auf CD-Spielern abspielbaren Bonus-Audiotrack, der im Dance-Stil gehalten war.

## Rezeption
Die Amiga-Version traf damals auf gute Kritiken vor allem von Seiten deutschsprachiger Magazine (z. B. dem Amiga Joker) und gilt heute als Klassiker des Genres. Im internationalen Raum dagegen waren die Rezensenten eher von dem als halbherzig empfundenen Spagat zwischen Weltraum-Handelssimulation und SF-Rollenspiel irritiert und beurteilten das Spiel eher zwiespältig.
Die etwas später erschienene PC-Version wurde zwar in Erinnerung an das Amiga-Original gut bewertet, im Nachhinein aber schnell von Spielen wie Lands of Lore oder Eye of the Beholder überflügelt.